# باب شیرویه
باب شیرویه (انگلیسی: Bob Shirlaw؛ زادهٔ ۹ آوریل ۱۹۴۳) قایقران روئینگ اهل استرالیا است.